# Spant

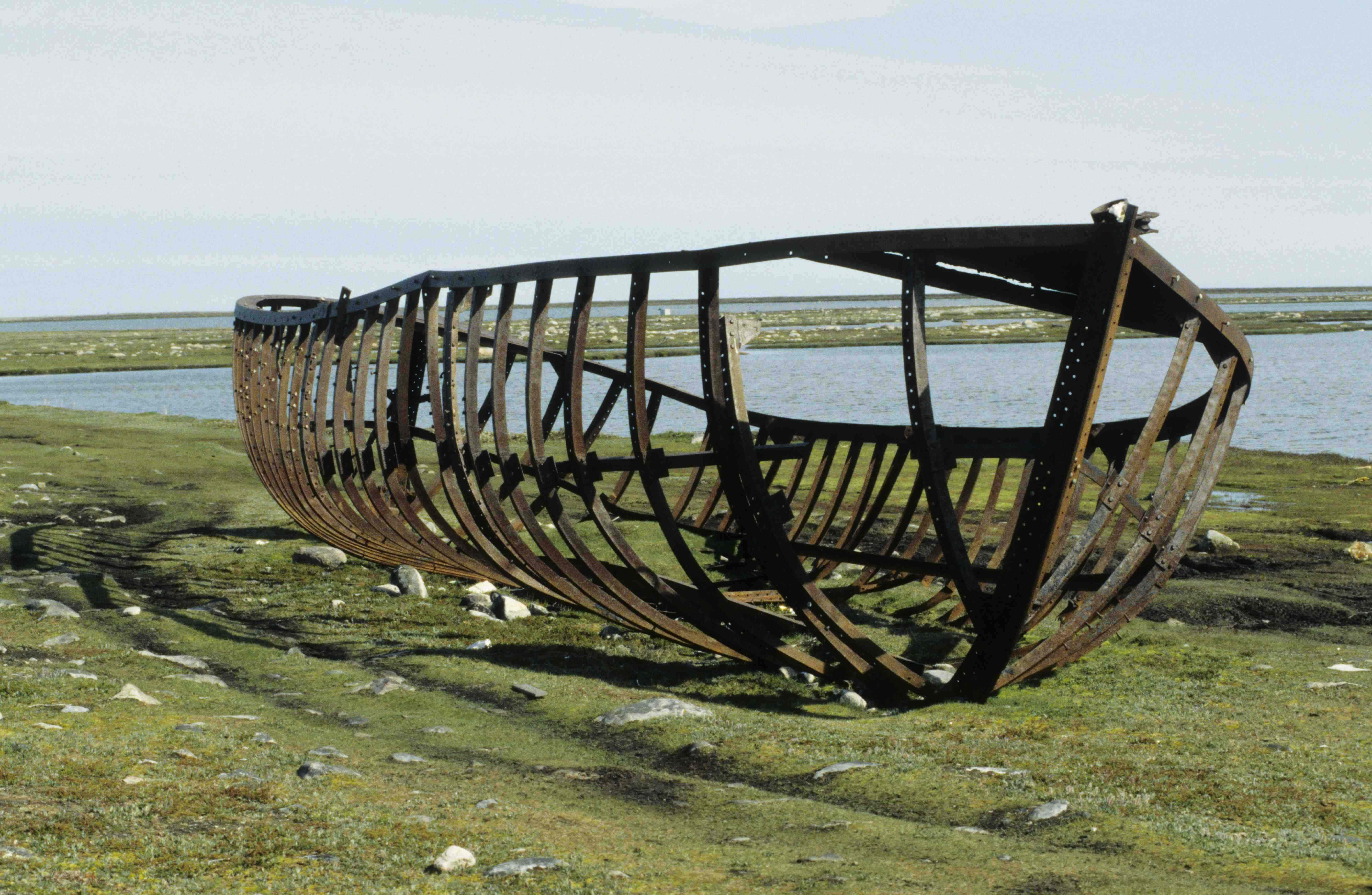
Spanten i järn är det enda som återstår av denna kanadensiska båt från 1920-talet.

Spant (äldre även vrang, plural vränger) är den invändiga stommen i båtar och fartygs skrov. Bordläggning är fästa i spanten på olika sätt beroende av material och tillvägagångssätt vid byggandet av båten eller fartyget. Spanten utgör en väsentlig del av förtimringen.
I Skandinavien har tidigare ek historiskt sett varit det mest använda träslaget till spant i båtar och fartyg. Även alm har kommit till stor användning. Ek och alm motstår röta bättre än andra träslag,  och stod att finna i de kvantiteter som behövdes till ett större båt- eller skeppsbygge.
Vid äldre klinkbyggen byggdes oftast båten utan mallar eller förtimring och senare, med endast en mall midskepps, det så kallade nollspantet (spantet som sitter där farkosten har sin största bredd) mellan förliga och aktra perpendikeln. De huggna spanten passas in i båten sedan bordläggningen blivit färdig. Spanten monteras med timmerspik. I gamla tider förekom även med en enepinne (en sorts dymling med huvud och kil). Basning av spanten är en modern metod, där båten byggs på mallar, och spanten böjs och monteras först på plats sedan båten blivit bordlagd.
Till basade spant, och även limmade sådana, har träslaget ask kommit till användning. Ask är lätt att basa och finns att tillgå i kvistfria och raka längder. Ask har inte det motstånd mot röta som ek och alm, men oftast tillräckligt för att hålla båtens liv ut.
Spanten monteras i en modern båt med kopparspik, som nitas med en kupolbricka. Metoden går till på följande sätt:  Spantet fixeras, och hål borras efter storlek på spiken. Spiken drivs in genom spantet, ett mothåll placeras mot spikens huvud och kopparbrickan slås på mot spantet. Spiken klipps av och nitas med en kulhammare.
I stålfartyg utförs spanten vanligtvis i stål, i form av T- eller L-balkar svetsade till skrovets bordläggningsplåtar. Innan svetsaggregat blev allmänna på varv nitades bordläggningen till spanten.

## Vuxna spant
Att ta tillvara naturligt böjda träd eller grova grenar var viktigt i tidigt båtbyggeri. Även tidigare båtarna och skeppen längre tillbaka än vikingatiden har haft krumvuxna eller huggna spant. Oftast var spanten i ett stycke från reling till reling. Vuxna huggna spant i skepp och båtar var fästa med genomgående förband av järn, och var nitade med en bricka på insidan. Den äldsta metod som förekommer än i dag, är med genomgående dymling som är en  spik av trä, se Nydamsskeppet. Att få tag i ett hugget spant som kunde gå från reling till reling var mycket tidsödande. Spantet togs ur ett träd antingen vid stammens ände där grenverket tar vid eller mot trädets rot, varvid man grävde fram de grova rötterna. Bearbetning och inpassning av spantet gjordes med hjälp av kilar för att klyva ämnet, samt med yxa eller bila för den slutliga inpassningen mot skrovet.

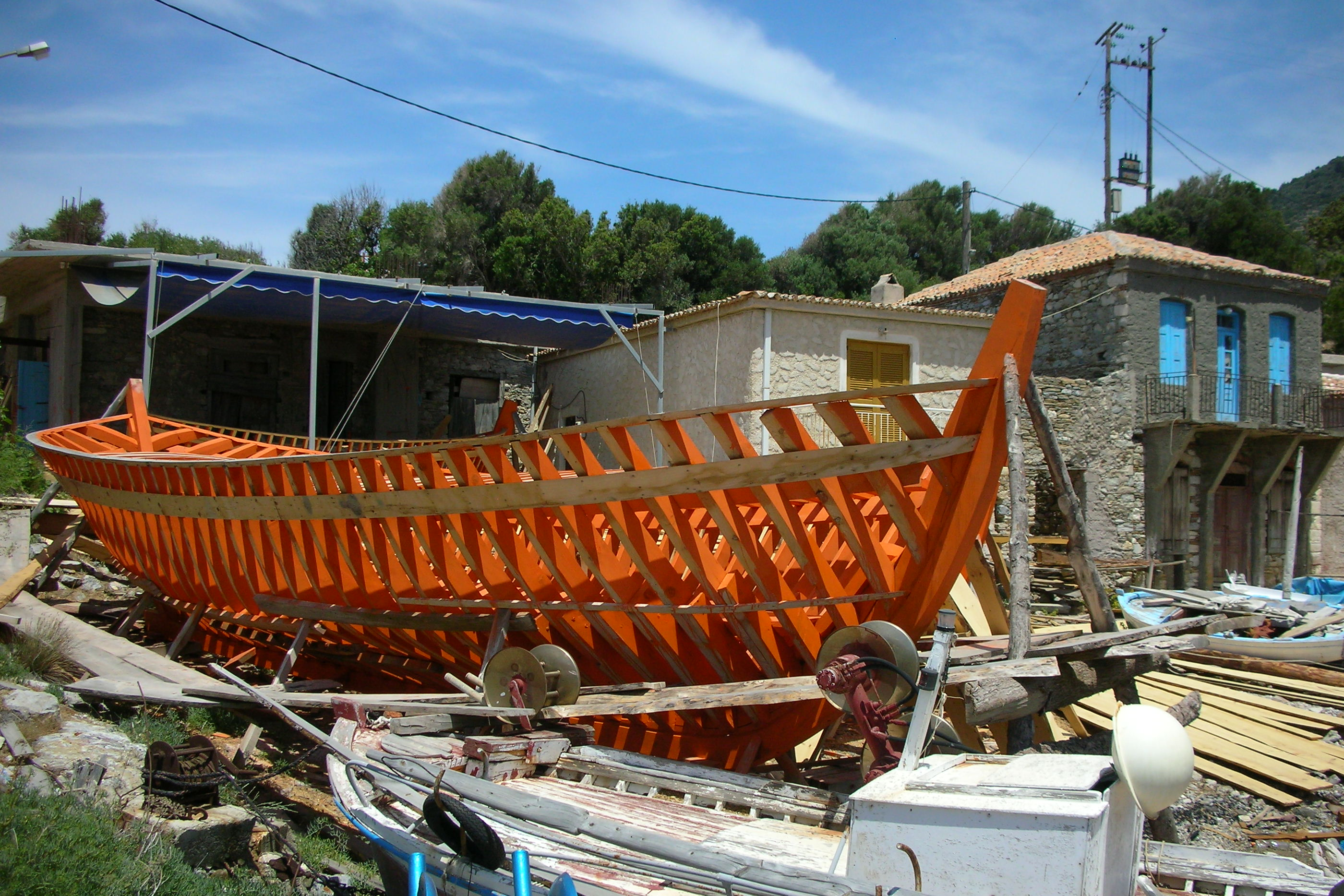
Spantresningen vid byggande av en större båt

## Sågade spant
Sågade spant liknar den ursprungliga metoden huggna naturvuxna spant. Efter sågens tillkomst förenklades tillverkningen av ett vuxet spant. De tidigare handsågarna bytes med tiden ut mot cirkelsåg och bandsåg. Med den metoden passade båtbyggaren eller timmermannen in spanten mot bordläggningen med en skarvyxa (däxel). I äldre kravellbyggda båtar och fartyg är spanten huggna ur en krumväxt stock, och båten eller fartyget byggdes direkt på dessa spant. Spanten sitter oftast omlott i par, och sträcker sig från kölen till relingen och binder tillsammans en spantsektion med bottenstockarna. Vid en klinkbyggd båt monteras de sågade spanten sedan båten blivit bordlagd. Sågade spant är fästa med grov ekspik timmerspik eller dymlingar, oftast förekommande i till exempel fiskebåtar. En senare metod för infästning av spant är genomgående kopparspik med bricka och nitning av densamma eller träskruv.

## Basade spant
När varmbasning av spant infördes, kunde man börja använda rakvuxet virke som man böjde in mot bordläggningen. Båtbyggaren lade det färdigbearbetade spantämnet i vatten några dagar, innan de lades in i baslådan (baskistan), varefter man ångade spanten med hög ångtemperatur. Sedan spanten kallnat, och den slutliga justeringen och bearbetningen är färdig, fästs de basade spanten med kopparnit som är den vanligaste metoden. Det kan förekomma varmgalvaniserad järnspik med bricka som nitas eller träskruv.   

## Limmade spant
Limmade spant tillverkas av sågade och hyvlade trälameller från tre millimeters tjocklek och uppåt, beroende på användningen. Det går till på ungefär samma sätt som vid tillverkning av böjträmöbler. Man gör en jigg efter utslaget på spantritningen, eller vid en reparation efter skrovets form. Man lägger lameller bestrukna med lim som man pressar samman med tvingar eller limknektar. Sedan limmet härdat, hyvlas och finputsas spantet och förbereds för montering. Med limmade spant går det i huvudsak till så att båten bordläggs på spanten; spanten tjänar här som mallar.

## Stålspant
Spant av stål har man även använt i träfartyg och båtar. Vinkeljärn det vanligaste materialet, som är valsat till skrovets form. En del träbåtar har haft vartannat trä- och stålspant. Träfartyg med järn- eller stålspant (eller bara delar av spanten i järn) som blev vanliga från 1800-talets mitt brukar kallas för kompositbyggda. Med stålbåt eller fartyg ställer man upp spanten, som kan gå i ett stycke från reling till reling, tillsammans med kölen samt huvudskott på stapelbädden. Bordläggningen, som oftast består av flera kvadratmeter stora plåtar, svetsas till konstruktionen. I modernt skeppsbygge tillverkas bordläggningen i sektioner, vars storlek kan uppgå till de tillgängliga lyftkranarnas högsta lyftkapacitet. Bygget tillgår vanligen så att stålplåtarna som ska bli bordläggning i en datastyrd maskin valsas till den form de ska ha, likaså de tillhörande spanten, varefter de svetsas ihop liggande på en arbetsbänk i en verkstad skyddade från väder och vind. Ofta är svetsaggregatet också datastyrt och rör sig i ett koordinatsystem över arbetsbänken. För större fartyg ingår oftast även de tillhörande tvärskotten och till och med nödvändiga rörsystem i sektionerna, som sedan lyfts på plats på stapelbädden och sammanfogas.

## Aluminiumspant
Vid de tidigare båtarna i aluminium var spanten nitade till plåtarna, i moderna båtar är de svetsade. 

## Flygplan
De tidigare flygplanen var beroende av spant i konstruktionen, såväl i själva flygplankroppen som i vingarna. När det kom vattenfasta limmer i mitten av 1930-talet kunde man böjlimma spant i en jigg. Ett av dessa plan var de Havilland Mosquito som var byggt i plywood.